# خانه تیزنو
خانه تیزنو یکی از کهن‌ترین خانه‌های شهر دزفول است. این خانه به شماره ۲۵۷۳ در ردیف آثار ملی ایران به ثبت رسیده و یکی از بزرگترین و زیباترین خانه‌های محله قلعه‌است که از دید شیوه معماری همه ویژگی‌های خانه‌های دزفول را دارا می‌باشد. این سازه در ضلع شرقی میدان اصلی محله قلعه دزفول گسترده شده‌است و با زیستبوم و روش زندگی شهر سازگار است. پیکره و کالبد سازه به زمان صفویه باز می‌گرد که دگرگونی‌های زیادی در زمان قاجار داشته است. این خانه دارای هشت در ورودی، ایوان مرکزی، اتاق‌هایی در ایوانها، غلام گردش، شبستان و شوادون می‌باشد و آجر کاری های زیبا از نوع فریز و خونچینی دارد.

## فضای بیرونی خانه
فضای اصلی خانه درونگرا بوده و دارای یک ایوان اصلی در طبقه همکف و دو ایوان فرعی در طبقه اول است. کفسازی حیاط با استفاده از آجرهایی با ابعاد ۲۰،۲۰،۳ صورت گرفته‌است. بنا دو طبقه بوده و طبقه همکف آن به واسطه ۴ پله از حیاط بالاتر می‌باشد. در جلوی ایوان اصلی  و اتاق‌های طبقه همکف صفه وجود دارد.

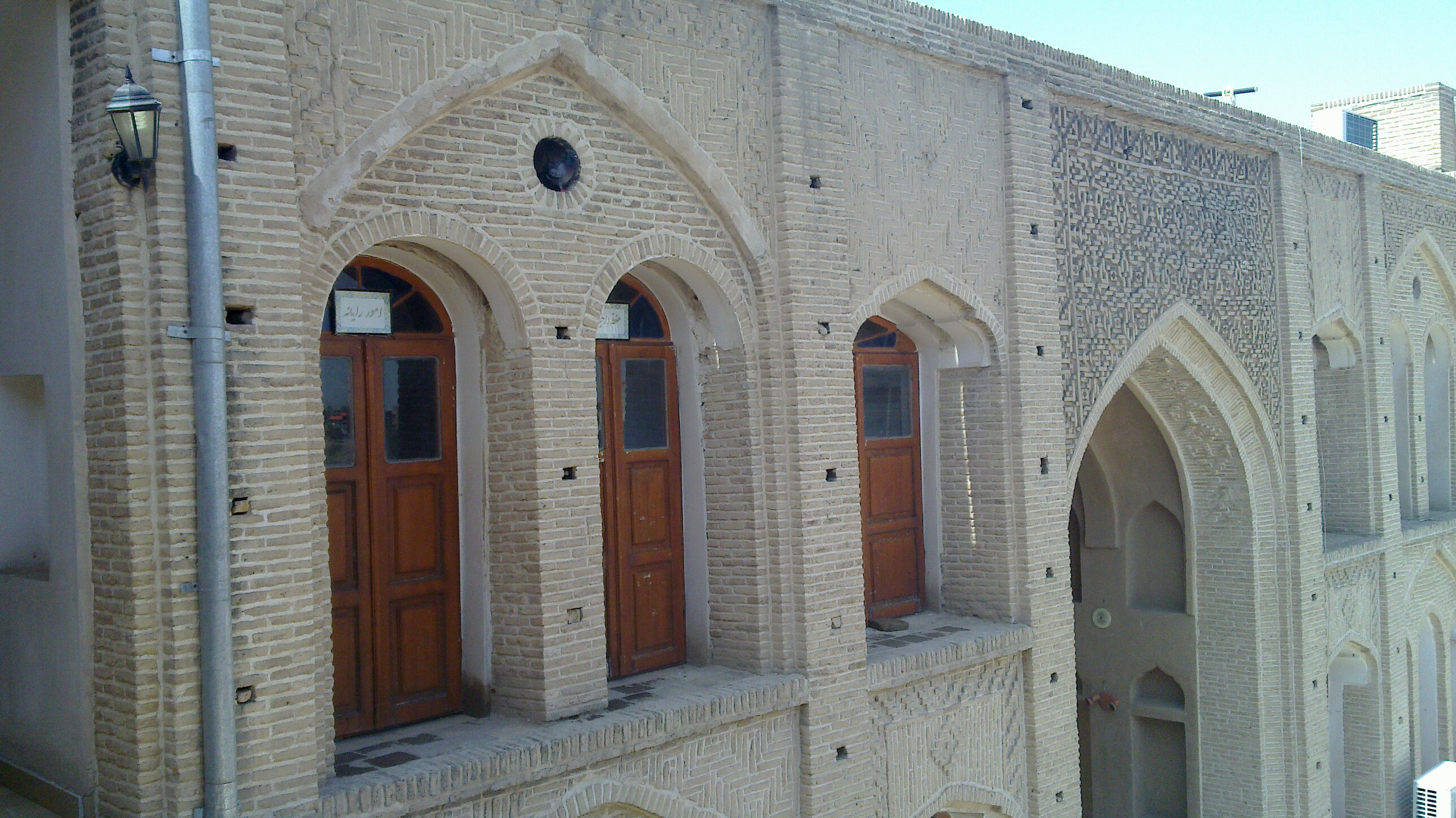

## نام گذاری خانه
دلیل نام گذاری این خانه تاریخی به اسم تیزنو، نام مالک آن بوده‌است.

## کاربرد کنونی
در حال حاضر خانه تیزنو تغییر کاربری داده و به عنوان اداره میراث فرهنگی دزفول از آن استفاده می‌شود و یکی از جاذبه‌های گردشگری دزفول محسوب می‌شود.

## نگارخانه

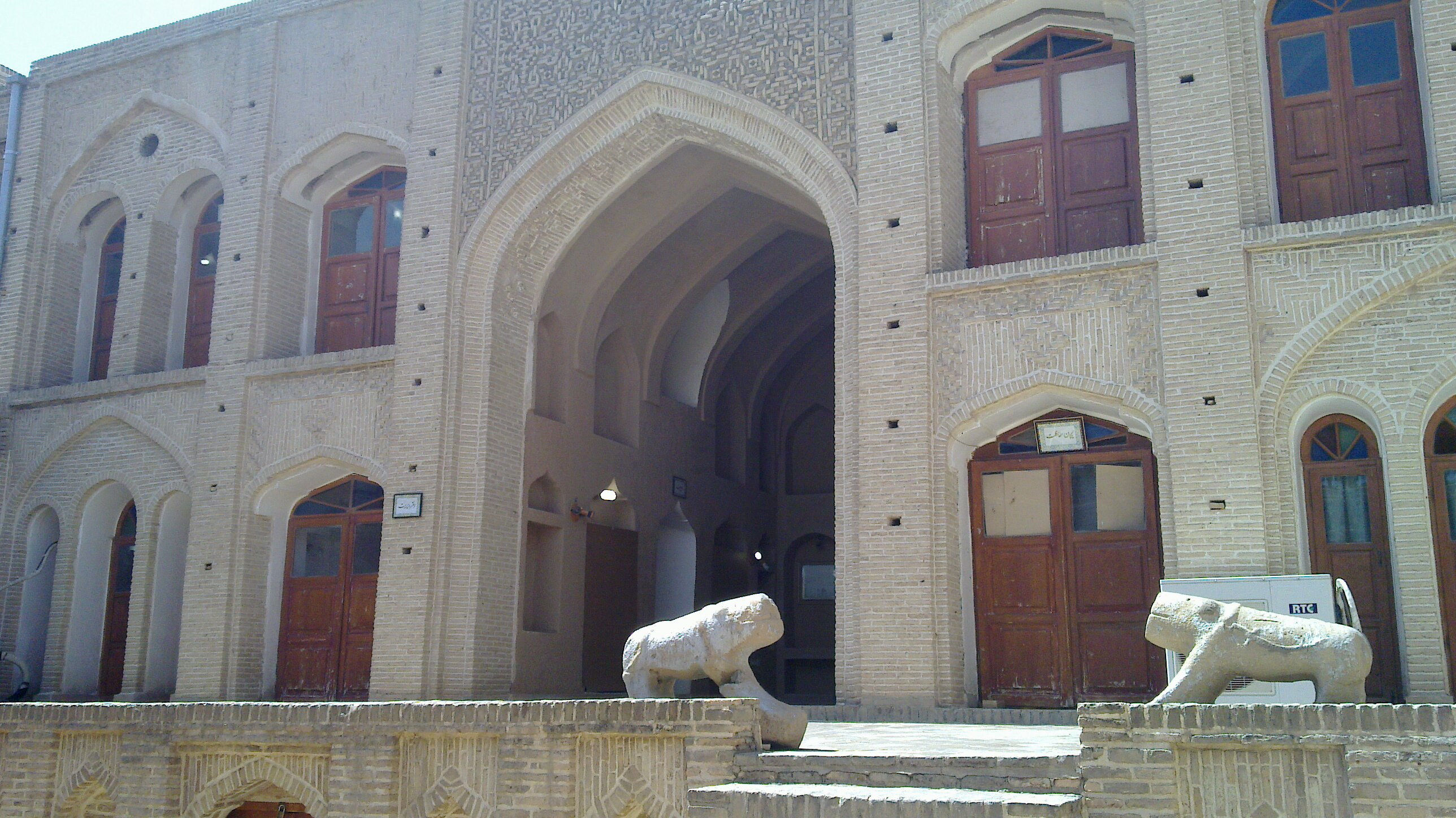
دو شیر سنگی ورودی خانه
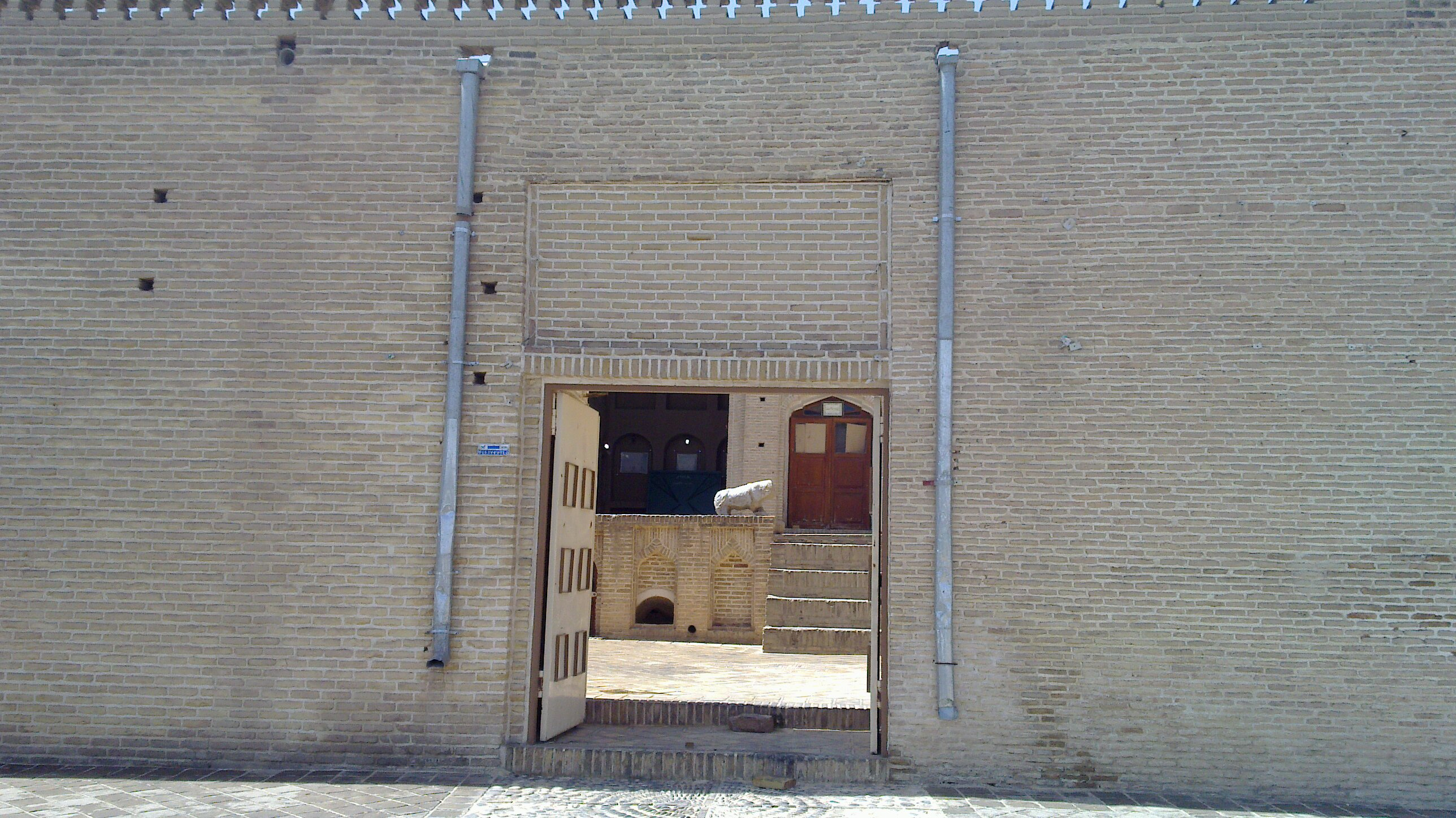
درب ورودی
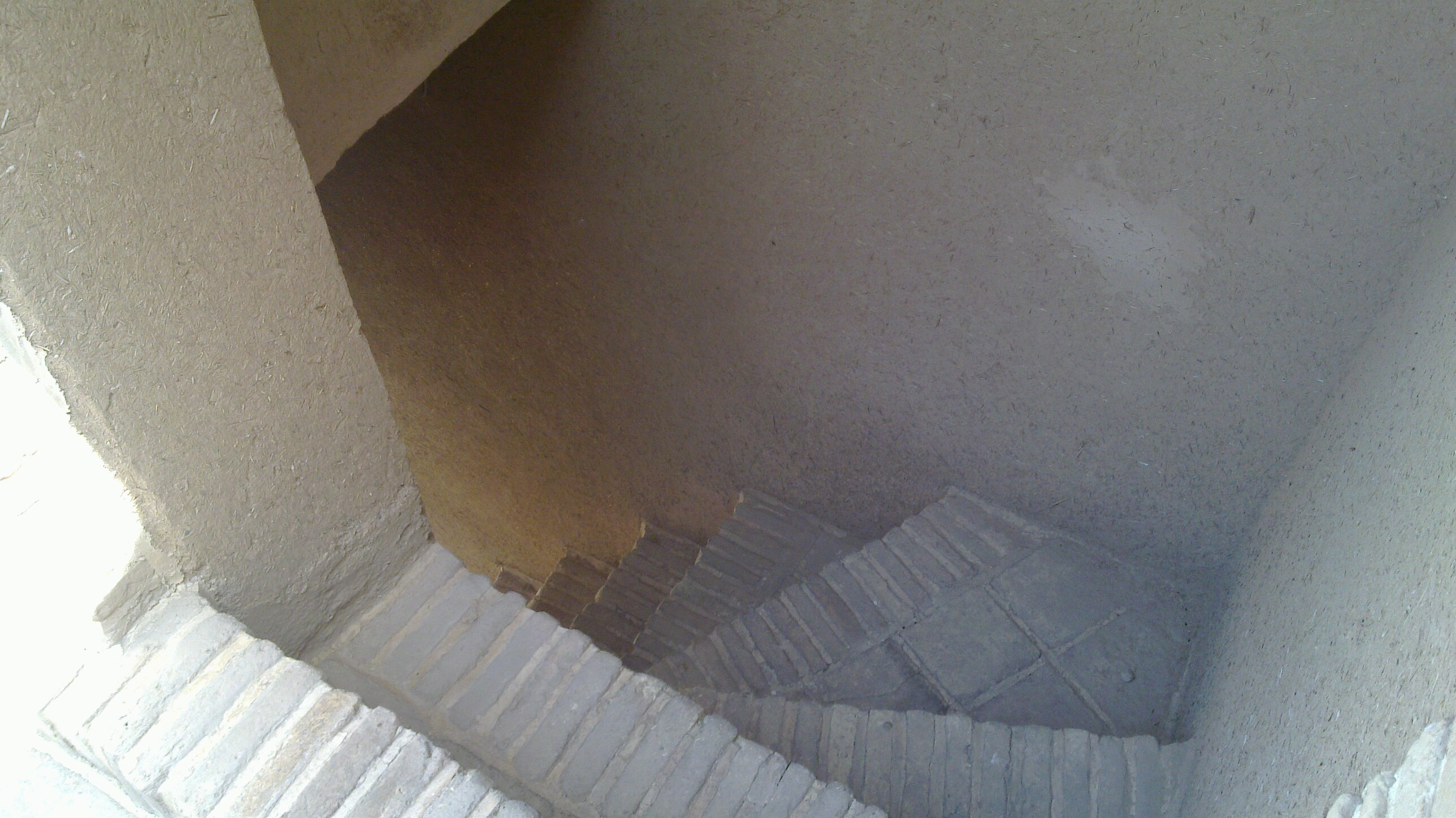
نمایی از پله‌های طبقه فوقانی
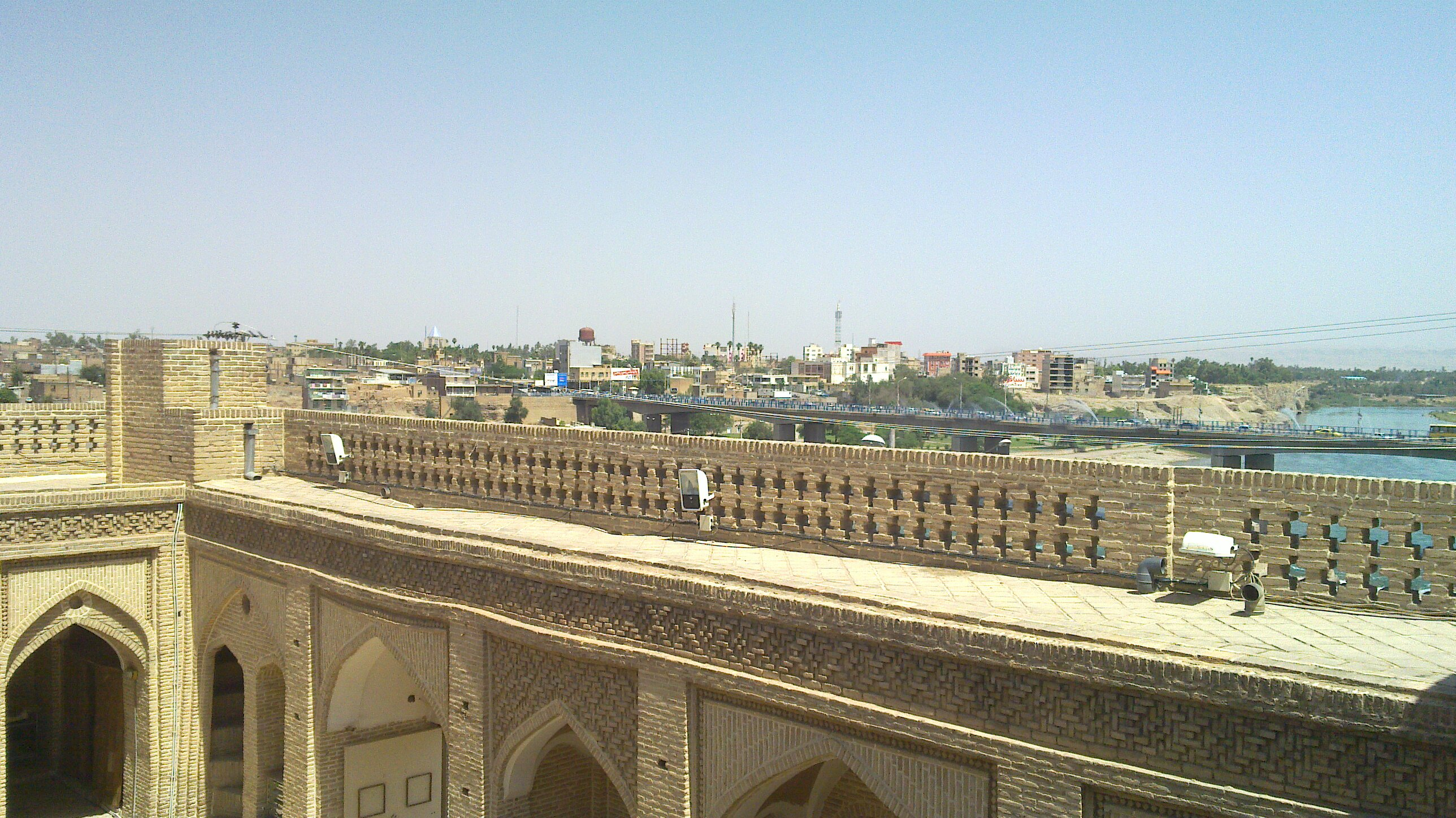
نمایی از خانه و پل جدید